# Costa Rica ai Giochi della XXII Olimpiade
La Costa Rica partecipò ai Giochi della XXII Olimpiade, svoltisi a Mosca, Unione Sovietica, dal 19 luglio al 3 agosto 1980, con una delegazione di 29 atleti impegnati in cinque discipline.